# Сан-маринская коммунистическая партия
Сан-маринская коммунистическая партия (итал. Partito Comunista Sammarinese, PCS) — основана в качестве секции Итальянской коммунистической партии в феврале 1921 года. 7 июля 1941 года была реорганизована в качестве самостоятельной политической партии. Руководителями были Джильдо Гасперони, Умберто Барулли и Гьотти Джильберто.

## История
После парламентских выборов в марте 1945 года, на которых Комитет свободы (альянс коммунистов и социалистов) завоевал 66 % голосов и 40 из 60 мест, Сан-маринская коммунистическая партия совместно с Сан-маринской социалистической партией возглавляла правящую коалицию до 1957 года. На выборах 1949, 1951 и 1955 годов блок коммунистов и социалистов сохранял своё большинство: 35, 31 и вновь 35 депутатов Генерального Совета соответственно.
За этот период СКП формировала около половины парламентской фракции Комитета свободы, однако её член (Джузеппе Малани) только один раз был в числе пары капитанов-регентов, возглавляющих Сан-Марино — обычно ими были представитель Соцпартии и беспартийный, сочувствующий коммунистам. Лидер СКП Эрменеджильдо Гасперони совмещал должность министра транспорта с работой автомехаником.
Правительство двух партий провело ряд социальных реформ: национализировало немногие находившиеся в Сан-Марино промышленные предприятия и построено несколько новых, совершило аграрную реформу (минимальный размер сезонного фонда оплаты труда наёмных рабочих в сельском хозяйстве был установлен в количестве не менее 60 % от урожая, который они вырастили или собрали), расширило количество школ и внедрило в 1955 году систему социального страхования. Другие его шаги были довольно неожиданными для левых: выпуск почтовых марок Сан-Марино был превращён в важную статью государственного дохода, в 1956 году была провозглашена свободная экономическая зона с низким налогообложением, а намерение открыть в республике казино и построить телерадиостанцию вызвало блокаду со стороны Италии, методично применявшей давление на Сан-Марино с целью ввести в правительство республики христианских демократов вместо коммунистов.
Однако после советского вторжения в Венгрию 1956 года пять депутатов Генерального Совета от социалистов потребовали от своей партии порвать союз с коммунистами, а после её отказа перешли в правый откол от неё (Сан-Маринская независимая демократическая социалистическая партия), и работа парламента была парализована. В октябре 1957 года в результате событий, известных как Fatti di Rovereta — антикоммунистического переворота и вмешательства итальянской армии во внутренние дела республики — капитаны-регенты от коммунистов и социалистов были отстранены от власти.
В дальнейшем самостоятельные электоральные показатели компартии составляли порядка 20-25 % голосов (максимум — почти 29 % в 1988 году). В 1973 и 1986 годах компартия снова возглавила коалицию в союзе с Сан-маринской христианско-демократической партией, а по итогам выборов в 1976 году формировала сугубо левую правительственную коалицию с Сан-маринской социалистической партией и Социалистической единой партией (левым отколом от СНДСП, ставшим на некоторое время третьей по размеру партией страны).ы
К этому моменту сан-маринские коммунисты, следуя примеру итальянских, также перешли на позиции еврокоммунизма; отколовшиеся маоисты создали Коммунистическую партию (марксистско-ленинскую).
В 1990 году партия, в которой состояло около 1000 членов, была преобразована в левоцентристскую Сан-маринскую демократическую прогрессивную партию (в 2001 году преобразовалась в Партию демократов, в 2005 году распущена, основная часть членов перешла в образованную вместе с Социалистической партией Партию социалистов и демократов)) — параллельно с тем, как Итальянская коммунистическая партия трансформировалась в Демократическую партию левых сил.
Часть членов, оставшихся на коммунистических позициях, основала Коммунистическое возрождение Сан-Марино, ставшей частью коалиции «Объединённые левые». В 2012 году партия распалась и окончательно объединилась с "Объединенными левыми".
Партия имела молодёжную организацию — Коммунистическую молодёжную федерацию Сан-Марино.